# Homoseksualiteit in Egypte
Homoseksualiteit in Egypte is volgens de wet niet expliciet strafbaar, maar Egypte heeft wel een aantal bepalingen die elk gedrag of de uitdrukking van een idee dat als immoreel, schandelijk of beledigend wordt beschouwd strafbaar stellen.
Strafrechtelijke sancties tegen homoseksuele en biseksuele mannen ontstonden meestal uit een wet vastgesteld in 1961 om prostitutie te bestrijden. De wet tegen prostitutie verbiedt ook "losbandigheid", zelfs als de handeling geen mensenhandel of prostitutie inhield. Egyptische rechtbanken interpreteerden het verbod op losbandigheid om ook homoseksuele relaties tussen instemmende volwassenen strafbaar te stellen. Decennia lang vonden sporadisch arrestaties plaat onder deze wetten. Maar vanaf 2000, onder Hosni Mubarak, werden deze wetten gebruikt om een meer systematische hardhandig optreden tegen homoseksuele of biseksuele mannen aan te spannen, inclusief iedereen die door de overheid als ondersteunend voor LGBT-rechten wordt beschouwd. Ook protesteerde Egypte verschillende keren vanaf de jaren negentig tegen pogingen binnen de Verenigde Naties om LGBT-rechten te laten opnemen binnen de Rechten van de mens.
De overheid voelt zich gesteund door de publieke opinie, gevormd door culturele en religieuze tradities. Volgens een enquête in 2013 vindt 95% van de Egyptenaren dat homoseksualiteit niet door de samenleving moet worden geaccepteerd.

## Homoseksualiteit in het Oude Egypte

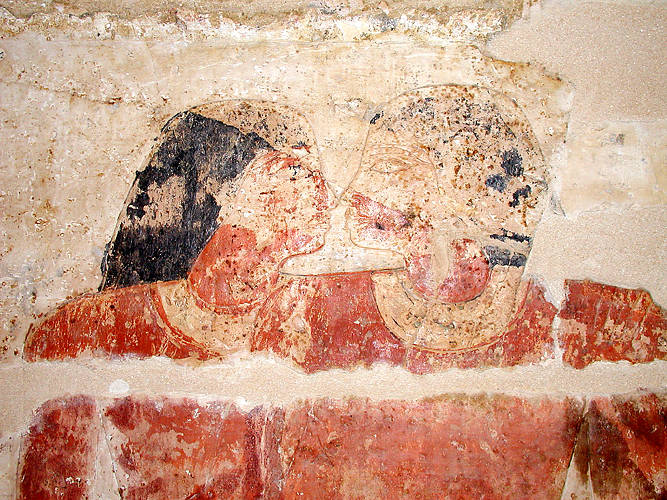
Tekening van Chnoemhotep en Nianchchnoem.

Het bekendste voorbeeld van mogelijke homoseksualiteit in het oude Egypte is dat van Chnoemhotep en Nianchchnoem. Beide mannen leefden en dienden onder farao Nioeserre tijdens de 5e dynastie en hadden elk een eigen gezin met kinderen en vrouwen. Maar toen ze stierven, besloten hun families blijkbaar om ze samen in één graftombe te begraven. In deze tombe tonen verschillende schilderijen beide mannen die elkaar omhelzen en hun gezichten neus op neus aanraken. Deze afbeeldingen laten veel ruimte voor speculatie, omdat in het oude Egypte het neus-op-neus aanraken normaal een kus vertegenwoordigde.
Het is niet zeker hoe de oude Egyptenaren stonden tegenover homoseksualiteit. Oude Egyptische documenten zeggen nooit duidelijk dat relaties van hetzelfde geslacht als verwerpelijk of verachtelijk werden beschouwd. Geen oud Egyptisch document vermeldt dat homoseksuele handelingen strafbaar werden gesteld. Maar of homoseksualiteit ook daadwerkelijk maatschappelijk werd geaccepteerd is onduidelijk.

## Khawal

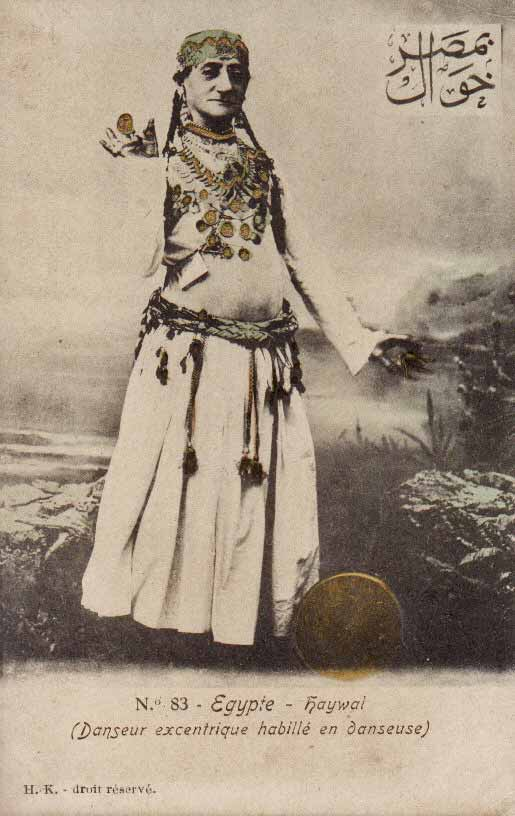
Afbeelding van een Khawal op een ansichtkaart (ongeveer 1907).

De Khawal (meervoud Khawalat) (Arabisch: خول) was een traditionele inheemse Egyptische mannelijke danser, gekleed in vrouwelijke kleding en was populair tot de late achttiende en vroege negentiende eeuw.
Nadat een verbod voor in het openbaar dansende vrouwen werd ingesteld, namen verkleedde jongens en mannen hun plaats in het Midden-Oosten in. In sommige Arabische landen stonden deze travestietdansers bekend als gawwal, en in Egypte stonden ze bekend onder de verwante term khawal. De khawal schilderen hun handen met henna, vlechten hun lange haar en droegen make-up. Ook imiteerden ze vrouwelijke trekjes en manieren van lopen en bewegen. Khawal onderscheidden zich van vrouwen door een mix van heren- en dameskleding te dragen. De Khawal traden op verschillende soorten feesten en gebeurtenissen op, zoals bruiloften, geboorten, besnijdenissen en festivals.
In het oudste Arabische woordenboek Kitab al-'Ayn was de definitie van Khawal een "dienaar" of "slaaf". Ze werden als seksueel beschikbaar beschouwd en door mannelijke toeschouwers vaak ook gedwongen om seks te hebben.
In modern Egyptische straattaal is de term khawal denigrerend en verwijst naar een passieve (bottom) homoseksuele man. In de rest van de Arabische wereld gebruikt men daarvoor de term 'manjouk'.

## Homoseksuele traditie in Siwa
De Duitse egyptoloog Georg Steindorff onderzocht de Siwa-oase in 1900 en meldde dat homoseksuele relaties gebruikelijk waren en vaak werden uitgebreid tot een vorm van huwelijk: "Het feest van het trouwen met een jongen werd met veel pracht en praal gevierd en de bruidsprijs (in de islam wordt een bruidsprijs (mahr) betaald, normaal van de bruidegom aan de bruid) voor een jongen bedroeg soms vijftien pond, terwijl het geld voor een vrouw iets meer dan één pond bedroeg".
De historische acceptatie van mannelijke homoseksualiteit en rituelen die het homohuwelijk vieren zijn tradities die de Egyptische autoriteiten sinds het begin van de twintigste eeuw hebben geprobeerd te onderdrukken in Siwa, met toenemend succes. Egypte begon steviger te controleren na een bezoek aan de oase door koning Fuad I in 1928, die de lokale bevolking hekelde om "een zekere ondeugd" en bepaalde straffen oplegde om Siwan-gedrag in overeenstemming te brengen met de Egyptische moraal.
In 1937 schreef de antropoloog Walter Cline de eerste gedetailleerde etnografie van de Siwans waarin hij opmerkte: "Siwan-mannen en -jongens oefenen sodomie uit ... onder hen schamen de inboorlingen zich er niet voor, ze praten er net zo open over als ze praten over de liefde voor vrouwen, en veel, zo niet de meeste van hun gevechten komen voort uit homoseksuele concurrentie ... Prominente mannen lenen hun zonen aan elkaar. Alle Siwans kennen de paringen die hebben plaatsgevonden onder hun sjeikks en de zonen van hun sjeiks". Na een expeditie naar Siwa meldde de archeoloog Graaf Byron de Prorok eveneens in 1937: "een enthousiasme [dat] zelfs in Sodom niet had kunnen worden benaderd. ... Homoseksualiteit was niet alleen hoogtij, het woedde ... Elke danser had zijn vriend ... [en] leiders hadden harems van jongens".
Eind jaren veertig vertelde een Siwan-handelaar de bezoekende Britse schrijver Robin Maugham dat de Siwan-vrouwen "zwaar verwaarloosd" waren en dat Siwan-mannen "elkaar voor de jongen zullen vermoorden, nooit voor een vrouw", hoewel, zoals Maugham opmerkte, het huwelijk met een jongen tegen die tijd illegaal was geworden.

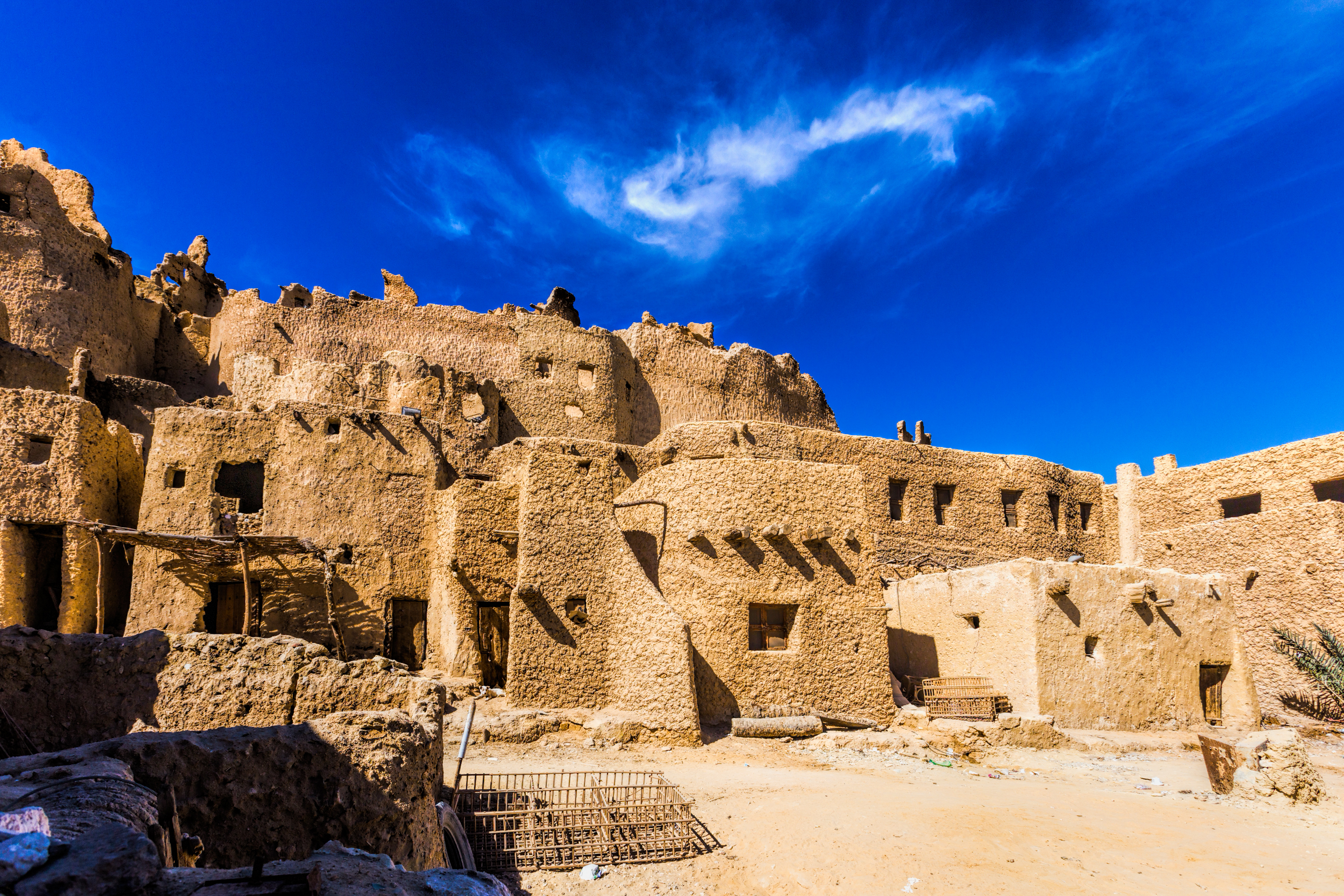
Het oude fort "Shali" in Siwa

De Egyptische archeoloog Ahmed Fakhry, die drie decennia lang Siwa bestudeerde, merkte in 1973 op: "Terwijl de Siwans nog steeds in hun ommuurde stad woonden, mocht geen van de vrijgezellen mannen en jongens de nacht doorbrengen in de stad en moesten ze buiten de poorten slapen ... Onder dergelijke omstandigheden is het niet verrassend dat homoseksualiteit gebruikelijk was onder hen ... Tot het jaar 1928 was het niet ongebruikelijk dat een soort schriftelijke overeenkomst, die soms een huwelijkscontract werd genoemd, tussen twee mannen werd gesloten; maar sinds het bezoek van koning Fuad aan deze oase is het volledig verboden ... Dergelijke overeenkomsten gingen echter door, maar in het grootste geheim en zonder het feitelijk of schrift vast te leggen, tot het einde van de Tweede Wereldoorlog".
Ondanks de veelheid aan bronnen voor deze praktijken, hebben de Egyptische autoriteiten en zelfs de Siwan-stamoudsten geprobeerd de verhalen te onderdrukken. Toen de in Siwa geboren antropoloog Fathi Malim in zijn boek Oasis Siwa (2001) verwijzingen naar Siwan-homoseksualiteit opnam, eiste de stamraad dat hij het materiaal uit toekomstige edities zou verwijderen, of hij zou worden verwijderd uit de gemeenschap. Malim stemde met tegenzin in en verwijderde fysiek de passages in zijn boek.

## Vervolging van homoseksuelen in modern Egypte

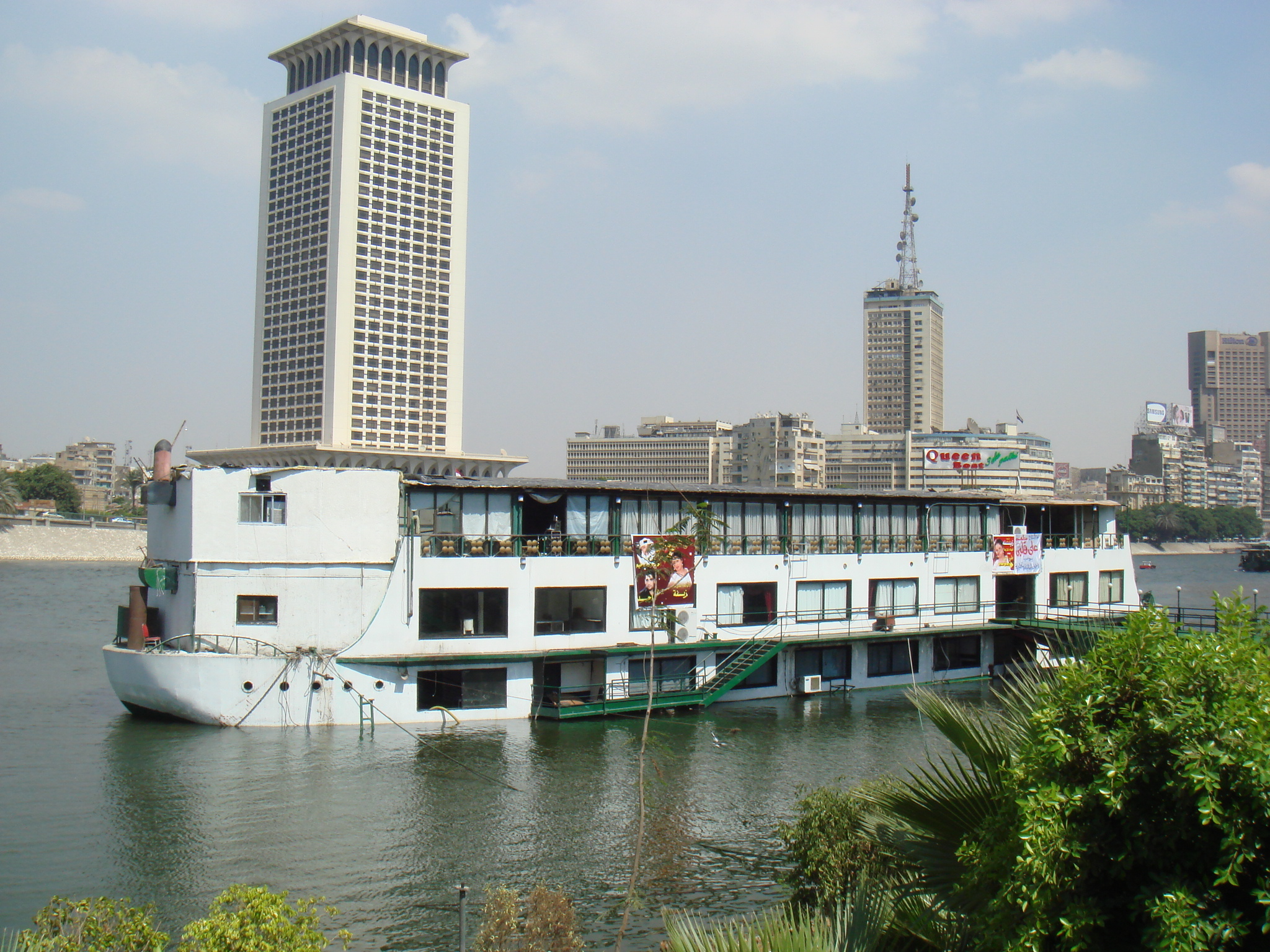
De Queen Boat op de Nijl

In 2000 arresteerde de politie een Egyptisch homopaar en beschuldigde hen van "het praktiseren van immoreel en onfatsoenlijk gedrag". Hun advocaat vroeg de aanklacht te laten vallen omdat homoseksualiteit geen misdaad was, maar de rechter weigerde dat omdat de twee mannen religieuze en morele normen hadden "beledigd". Het incident werd een sensatie in de media, waarbij het publiek door verschillende publieke figuren werd aangemoedigd homoseksualiteit te beschouwen als een product van Westers verval en van de overheid te eisen dat ze homoseksuelen zouden opsporen en vervolgen.
Binnen een jaar begon de Egyptische regering een publieke repressie tegen Egyptische homoseksuele mannen door privé-feesten of andere plaatsen waar homoseksuele samen kwamen binnen te vallen en de aanwezige gasten te arresteren. De eerste van deze invallen was tijdens een feest op de "Queen boat", die lag afgemeerd aan de oevers van de Nijl in Caïro. Er werden 52 mannen gearresteerd en beschuldigd van het overtreden van wetten inzake prostitutie en losbandigheid. Volgens de International Gay and Lesbian Human Rights Commission (IGLHRC) werden de mannen onderworpen aan mishandeling en forensisch onderzoek om "hun homoseksualiteit te bewijzen". De processen duurden vijf maanden. Egyptische media publiceerden de namen en adressen van de mannen. De processen werden veroordeeld door internationale mensenrechtenorganisaties zoals zoals Human Rights Watch en Amnesty International. Advocaten voor de verdediging voerden aan dat de zaken moesten worden afgewezen op grond van valse aanhouding, ongepaste arrestatieprocedures, vervalste bewijzen en politie-intimidatie. Tijdens het proces werd homoseksualiteit gekenmerkt als "niet-Egyptisch" door de aanklagers. Leden van het Duitse parlement en de Franse president riepen de Egyptische regering op om de mensenrechten van haar LGBT-burgers te respecteren. Drieëntwintig beklaagden werden uiteindelijk veroordeeld tot straffen variërend van dwangarbeid tot aan gevangenisstraf, terwijl de anderen werden vrijgesproken.
Er volgden meer soortgelijke invallen tegen homoseksuelen. Soms werden daarbij ook buitenlanders gearresteerd, maar die werden over het algemeen altijd vrij snel weer vrijgelaten. Ook werden mannen gearresteerd voor ontmoetingen of pogingen om andere volwassen mannen te ontmoeten via verschillende chatrooms op internet of datingapps. Dit was bijvoorbeeld het geval op 20 juni 2003, toen een Israëlische toerist in Egypte gevangen zat voor homoseksualiteit gedurende ongeveer vijftien dagen voordat hij uiteindelijk werd vrijgelaten en mocht terugkeren naar Israël. Op 24 september 2003 richtte de politie controleposten op aan beide zijden van de Qasr al-Nil-brug, die de Nijl in het centrum van Caïro overspant en een populaire plek is voor volwassen mannen om andere mannen te ontmoeten voor seks. Er werder 62 mannen gearresteerd voor homoseksualiteit.
De reactie van de Egyptische overheid op de internationale kritiek was om te ontkennen dat ze LHBT-mensen vervolgden of om hun beleid te verdedigen door te stellen dat homoseksualiteit een morele perversie is.
In de nasleep van de revolutie van 2011 begonnen Egyptische LGBT-activisten en organisaties zichtbaarder te worden en wilden ze deel uitmaken van de veranderende politieke en sociale landschappen die veelbelovend leken. De voorlopige grondwet, goedgekeurd door de kiezers in 2011, bevatte echter geen artikelen die specifiek betrekking hebben op LGBT-rechten en de Egyptische regering bleef zich verzetten tegen een verklaring van de Verenigde Naties die discriminatie en pesterijen tegen homo's zou veroordelen.
In november 2014 werden acht mannen veroordeeld tot drie jaar cel wegens aanklacht wegens het verspreiden van onfatsoenlijke beelden, naar aanleiding van de verspreiding van een video van een homohuwelijk. Een maand later werden ongeveer 26 mannen gearresteerd in een openbaar badhuis (Hammam). De rechtbank sprak ze vrij.

### Incident met regenboogvlaggen (2017)
Op 22 september 2017 zwaaiden een aantal Egyptische jongeren met regenboogvlaggen als een manier om LGBT-rechten in Egypte te bepleiten tijdens een concert van de Libanese band Mashrou 'Leila die plaatsvond in Caïro. Kort na het concert gingen de foto's en video's van die jongeren viraal op sociale media en vervolgens op een aantal Egyptische nieuwswebsites. In de dagen erna spraken diverse media en talkshow-hosts zich zeer negatief uit over deze jongeren en ze drongen er op aan dat de Egyptische staat onmiddellijk actie moest ondernemen tegen iedereen die betrokken was bij het incident van het zwaaien van de regenboogvlaggen tijdens het concert. Tijdens zijn show deelde Ahmed Moussa bijvoorbeeld persoonlijke informatie over enkele van de jongeren die de vlaggen vasthielden. Als gevolg van deze felle campagne door de Egyptische media, begon de Egyptische staat een aantal personen te arresteren op basis van hun (vermoedelijke) homoseksuele geaardheid.
Tussen 25 september en eind november 2017 werden ten minste 84 mensen gearresteerd en velen van hen werden onderworpen aan vernederende gedwongen anale tests. Twee van de gearresteerde mensen werden beschuldigd van het verstoren van de veiligheid van de staat en de samenleving, een aanklacht die hen 15 jaar lang zou hebben opgesloten. De twee personen (een man en een meisje) werden drie maanden vastgehouden voordat ze op borgtocht in januari 2018 werden vrijgelaten.
Naast de vele arrestaties resulteerde het optreden van de Egyptische staat, samen met de door de Egyptische media gesponsorde haatdragende taal, voor wanhoop onder jonge Egyptische LGBT-individuen, resulterend in ten minste één zelfmoord en vele pogingen tot zelfmoord door Egyptische LGBT-jongeren. Een aantal Egyptische holebi's moesten het land verlaten vanwege de sociale en politieke bedreigingen. In januari 2019 werd gastheer Mohamed El Gheity een jaar vastgezet wegens het interviewen van een homoseksuele man in zijn tv-programma.
Egypte · Koerdistan · Nazi-Duitsland · Nederland · Oude Rome · Oude Egypte · Rusland · Sierra Leone
Bi+ ·
Homoseksualiteit ·
Lesbianisme ·
Biseksualiteit ·
Panseksualiteit ·
Polyseksualiteit ·
Aseksualiteit ·
Demiseksualiteit ·
Queer ·
Questioning ·
Androfilie ·
Gynofilie
Cisgender
(Vrouw ·
Man) ·
Transgender
(Transvrouw ·
Transman ·
Transseksualiteit) ·
Intersekse ·
Tweeslachtigheid ·
Genderqueer ·
Questioning ·
Androgyn ·
Queer ·
Polygender
(Bigender ·
Trigender) ·
Pangender ·
Agender ·
Demigender
(Demigirl ·
Demiboy ·
Demifluïde ·
Demiflux ·
Demiandrogyn) ·
Neutrois ·
Genderfluïde
(Amorgender) ·
Genderflux ·
Intergender ·
Aporagender ·
Pocketgender ·
Derde geslacht ·
Butch en femme ·
Gendernon-conform ·
Queerheteroseksueel ·
Hijra ·
Two-spirit ·
Fa'afafine ·
Akava'ine ·
Androgynos ·
Bissu ·
Fakaleiti ·
Kathoey ·
Khanith ·
Mahu ·
Mak nyah ·
Muxe ·
Tomboy ·
Travesti ·
Tumtum ·
Winkte
Seksuologie ·
Genderstudies ·
Binaire geslachtsmodel ·
Genderspectrum ·
Lavendeltaalwetenschap ·
Lgbt-literatuur ·
Queerstudies ·
Queer theory
Postgenderisme ·
Feminisme
(Lesbisch feminisme ·
Transfeminisme) ·
Queercore
Oudheid:
Oude Rome ·
Oude Egypte
Vroegmoderne tijd:
Rusland
Moderne tijd:
Nazi-Duitsland ·
Rusland ·
Sovjet-Unie
Heden:
Nederland ·
Rusland ·
Sierra Leone
Roze driehoek ·
Regenboogvlag ·
Hanky code ·
Homomonument
Heteroseksisme
(Homofobie ·
Lesbofobie ·
Bifobie) ·
Genderisme
(Transfobie ·
Transmisogynie
Discriminatie van non-binaire personen ·
Cisseksisme) ·
Heteronormativiteit ·
Pinkwashing ·
Gay panic defense
(Trans panic defense) ·
Oppositie ·
LGBT ·
Homoseksualiteit in het leger
(Don't ask, don't tell) ·
Homoseksualiteit en religie
(Jodendom ·
Christendom ·
Islam ·
Bahai ·
Hindoeïsme ·
Boeddhisme ·
Sikhisme ·
Confucianisme ·
Shintoïsme ·
Taoïsme ·
Satanisme ·
Wicca ·
Unitair Universamisme ·
Scientology ·
Zoroastrisme) ·
Discriminatie tegen mensen met HIV ·
Doodstraf voor homoseksualiteit ·
Haatcriminaliteit ·
(Correctieve verkrachting ·
Antihomoseksueel geweld ·
Antihomoseksueel terrorisme) ·
Lgbt-gerelateerde zelfmoord ·
Conversietherapie (Homogenezing) ·
Schaal van Riddle
Arlington County vs. White ·
Artikel 248bis van het Wetboek van Strafrecht (Nederland) ·
Federal Marriage Amendment ·
Goodridge vs. Department of Public Health ·
Instructie inzake de criteria om roepingen te beoordelen van personen met homoseksuele neigingen met het oog op hun toelating tot het seminarie en de Heilige Wijdingen ·
Jogjakarta-beginselen ·
Jos Brink-prijs ·
Kentucky vs. Wasson ·
Lawrence v. Texas ·
Paragraaf 175 ·
Proposition 8 ·
Sectie 28 ·
Sodomiewetgeving
(Sodomiewetgeving in de Verenigde Staten) ·
Wolfenden Report
Bear ·
Crossdressing ·
(Travestie) ·
Gay Pride Parade ·
Homohoreca ·
Homo-icoon ·
Homo-ontmoetingsplaats ·
Lhbt-boekhandel ·
Outing ·
(Coming-out)
Holebi ·
Genderdysforie ·
Homoseksualiteit bij dieren ·
Safe-space